# Воспс
Воспс (енгл. Wasps Holdings Ltd) је енглески рагби јунион клуб из Ковентрија који се такмичи у Премијершип-у. Воспс је основан још у деветнаестом веку у северном Лондону, боје екипе су црна и жута. Воспс је један од најславнијих енглеских клубова, 6 пута су били шампиони Енглеске, 2 пута шампиони Европе и једном су освојили челинџ куп. Међу познатим рагбистима који су играли за пчеле убрајају се Дени Сиприани, Ловренс Далаглио, Мет Довсон, Енди Гомерсал, Енди Гуд, Џош Луси, Фил Викери, Стив Томпсон, Том Палмер, Џо Ворзли, Рафаел Ибанез, Серже Бетсен, Стефен Џонс... Највише утакмица за пчеле одиграо је Симон Шов - 237, највише есеја дао је дугогодишњи енглески репрезентативац Џош Луси - 51, а најбољи поентер у историји клуба је Алекс Кинг са 1000 поена.
- Куп европских шампиона у рагбију

- Освајач (2) : 2004, 2007.

- Куп европских изазивача у рагбију

- Освајач (1) : 2003.

- Премијершип

- Шампион (6) : 1990, 1997, 2003, 2004, 2005, 2008.

Први тим
Чарл Пиутаи
Роб Милер
Андреа Маси
Кристијан Вејд
Френк Хелеј
Џош Бесет
Брендан Мекен
Алапати Леиуа
Бен Џејкобс
Џејмс Дауни
Елиот Дејли
Џими Гуперт
Џо Симпсон
Ден Робсон
Томас Јанг
Џорџ Смит
Сем Џонс
Ешли Џонсон
Џејмс Хаскел - капитен
Џо Ланчбери
Бредли Дејвис
Џејмс Кенон
Мет Мулан
Џејмс Џонстон
Том Бристов
Ед Шервигнтон
Карло Фестучиа